# Cape Barren Island Airport
Cape Barren Island Airport är en flygplats i Australien. Den ligger på ön Cape Barren i kommunen Flinders och delstaten Tasmanien, i den sydöstra delen av landet, omkring 280 kilometer norr om delstatshuvudstaden Hobart. Cape Barren Island Airport ligger 43 meter över havet.
Flygplatsen trafikeras av flygbolaget Par Avion.